# Merci Patron (téléfilm)
Pour les articles homonymes, voir Merci Patron.
Merci Patron est un téléfilm français réalisé par Pierre Joassin et diffusé le 27 juin 2011 sur TF1.

## Synopsis
Hélène a toujours été une gentille assistante dévouée chez un fabricant de piscines. Lorsqu'elle découvre, un matin, que son patron s’est volatilisé, son premier réflexe est de dissimuler son absence. Mais, immédiatement, le mensonge grossit et les problèmes s’accumulent... Sans le vouloir, Hélène se retrouve propulsée à la tête de la société avec, pour seule confidente, la "bimbo" écervelée qui servait de femme à son patron…

## Fiche technique
- Réalisation : Pierre Joassin
- Scénario, adaptation et dialogues : Stéphanie Tchou-Cotta
- Pays :  France
- Durée : 105 minutes
- Genre : Comédie
- Dates de diffusions :
  - Suisse : 7 juin 2011 sur TSR1
  - Belgique : 13 juin 2011
  - France : 27 juin 2011 sur TF1

## Distribution
- Véronique Genest : Hélène Scoffie
- Philippe Caroit : Gérard
- Cécile Bois : Nikki
- Stéphane De Groodt : François
- Marc Samuel : Quoinot
- Orson Israel-Koering : Tristan
- Camille Chamoux : Sylvie
- Patrick Descamps : Antoine
- Jenny Mutela : Naama
- Georges Siatidis : Meyer